# Харомсек
Харомсек (мађ. Háromszék) је био један од историјских седишта Секеља, који је уједно и био административна јединица у Ердељу. Седиште округа су били градови Шепшисентђерђ и Кездивашархељ. Градови се налазе у јужном делу Земље Секеља у историјској покрајини Трансилванија а Шепшисентђерђ је средиште жупаније Ковасна.
Округ Харомсек је почео да се насељава Секељима у првој половини 13. века. У историјским подацима се на овим просторима спомиње и постојање словена (Бугара) и мађарске дијаспоре, пре масовног насељавања Секеља. Каснији масовнији прилив становништва секељског порекла је текао из тадашњих градова Сасорбо, Сасшебеш и Саскезд у нова насеља Орбајисек, Шепшисек и Кездисек. Статус административне јединице Харомсек је добио 1562. године спајањем ових трију градова (Харомсек = три седишта) а сатус административне јединице изгубио 1876. године када је урађена нова административна подела и округ се утопио нови округ Фелшефехер вармеђа (Felsőfehér vármegye), који је такође историјски и више не постоји као такав, данас се налази у румунском округу Ковасна. 